# Silvio Piola
Silvio Gioacchino Italo Piola zkráceně jen Silvio Piola (29. září 1913 Robbio, Italské království – 4. říjen 1996 Gattinara, Itálie) byl italský fotbalový útočník a trenér.
Je považován za nejlepšího útočníka v historii fotbalu, drží několik rekordů v nejvyšších národních ligách: přestože vynechal sezónu kvůli 2. světové válce, je nejlepším střelcem Italské ligy s 290 góly a také je nejlepším střelcem ve třech různých týmů (Pro Vercelli, Lazio a Novara). Od roku 1933 drží také rekord v počtu vstřelených branek v jednom utkání (6), který v roce 1961 vyrovnal Omar Sívori.
S reprezentaci získal zlatou medaili na MS 1938. Ve finále vstřelil dvě branky. Patří mezi tří fotbalisty, kteří vstřelili 30 branek a víc za reprezentaci (Luigi Riva a Giuseppe Meazza).
V roce 2011 získal uznání v Síni slávy italského fotbalu. 

## Fotbalová kariéra

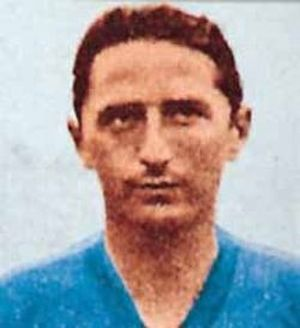

### Pro Vercelli
První utkání za mateřský klub odehrál v 16 letech 16. února 1930 na hřišti Boloni (2:2). V sezoně 1930/31 již odehrál 32 utkání a první branku vstřelil 2. listopadu 1930 proti Laziu. Prezident klubu Seconda Ressie o něm poté prohlásil: Tento chlapec se stane nejlepším útočníkem, kterého Vercelli měli. V sezoně vstřelil 13 branek a pomohl tak k 10. místu v lize. Dne 22. listopadu 1931 proti Alessandrii (5:4) vstřelil 4 branky a ustanovil nový rekord ligy. Celkem v lize v sezonách 1931/32 a 1932/33 vstřelil 23 branek. Toto číslo mu v tuto chvíli nedovolilo vyrovnat se slávy jiných hráčů jako byli Borel, Meazza a Schiavio, ale i tak již dostal první pozvánku do národního týmu. V létě 1933 byl pro klub Pro Vercelli finančně náročný. Museli prodat pár dobrých hráčů a taky se blížil prodej i Silvia. Prezident klubu ale rázně prohlásil: Nikdy se ho nevzdáme, ani kvůli všemu zlatu na světě. Protože v den, kdy ho prodáme, bude tento den znamenat konec klubu. To vedlo hráče a klub ke konfliktu. Nehrál první utkání sezony, nakonec se našel kompromis jakmile mu byl zaručen odchod do Ambrosiany. Dne 29. října vstřelil 6 branek při vítězství nad Fiorentinou (7:2), což se stal rekord který zatím nikdo nepřekonal. Svůj poslední zápas odehrál 29. dubna 1934 na hřišti Boloni, kde debutoval. Celkem za Leoni odehrál 127 utkání a vstřelil 51 branek.

### Lazio
Silvio odešel do Lazia, které vedl jako sponzor mocný generál Giorgio Vaccaro. Aby odradili ostatní kluby které o něj stáli, administrativní tajemník fašistické strany Giovanni Marinelli osobně sledoval jednání a ovlivnil výsledek tím, že nařídil přesun hráče, který prováděl vojenskou službu. Silvio, který se zpočátku zdráhal přijmout smlouvu, nakonec podepsal na 70 000 lir ročně (která pak v roce 1938 vzrostla na 38 000 měsíčně). Klubu FC Pro Vercelli 1892 přišel šek na 200 000 lir.
První utkání odehrál 30. září proti Livornu (6:1) a vstřelil branku. V prvních dvou sezónách klub obsadil 5. a 7. místo v lize. Proto Silvio byl i několikrát nahrazen jiným hráčem. Poté se nakoupili kvalitní hráči a výsledky se zlepšili. Nakonec sezona 1936/37 byla úspěšná. Klub se v lize umístil na 2. místě o 3 body za vítězem a Silvio se stal s 21 brankami nejlepším střelcem. Zahrál si i finále o středoevropský pohár. V něm podlehli Maďarskému klubu Ferencvárosi. Na turnaji se s 10 brankami stal nejlepším střelcem.
V sezoně 1937/38 tým byl několik měsíců blízko nejvyšších pozic ale poté klesal až na konečné 8. místo. Poté již Silvio měl prudký pokles výkonnosti, které v sezonách 1938/39 a 1939/40 vstřelil po 9 brankách. Střelecky se probudil v sezoně 1941/42, když vstřelil 18 branek a byl na 2. místě v tabulce střelců. V sezoně 1942/43 se stal ve 29 letech nejstarším hráčem, který vstřelil alespoň 10 branek v prvních 8 zápasech ligy (rekord, který pak překonal v sezoně 2020/21 Zlatan Ibrahimović) a na konci sezony vyhrál s 21 brankami tabulku střelců. Celkem za klub vstřelil 149 branek ve všech oficiálních soutěžích. Rekord který byl překonán až za 78 let v roce 2021 překonán hráčem Immobilem.

### Turín a Juventus
Jelikož se fotbalové soutěže po sezoně 1942/43 nehráli, získal povolení připojit se na sever Itálie do Turína, který hrál v náhražce ligy Národní divize. Vytvořil silné útočné duo s Gabettem, podporované záložníky Loikem a Mazzolou. Vstřelil 27 branek, což ale nestačilo na vítězství v turnaji.
Usadil se v Turíně a požádal vedení Lazia o prodej. Dne 19. září 1945 jej koupil Juventus za asi 2 (některé nedávné zdroje mylně hovoří o 3) milionech lir. V té době rekordní přestup, který spočíval v zaplacení jednoho a půl milionu v hotovosti, a přátelský zápas, který se měl hrát v Římě se sbírkou, odhadovanou na půl milionu, ve prospěch Lazia.  Za Bianconeri hrál 2 sezony. V obou tým neúspěšně soutěžil o titul s rivalem od vedle. Býci je vždy porazili.

## Hráčská statistika
| Sezóna  | Klub         | Liga           | Liga   | Liga | Ligové poháry | Ligové poháry | Ligové poháry | Kontinentální poháry | Kontinentální poháry | Kontinentální poháry | Celkem | Celkem |
| Sezóna  | Klub         | Soutěž         | Zápasy | Góly | Soutěž        | Zápasy        | Góly          | Soutěž               | Zápasy               | Góly                 | Zápasy | Góly   |
| ------- | ------------ | -------------- | ------ | ---- | ------------- | ------------- | ------------- | -------------------- | -------------------- | -------------------- | ------ | ------ |
| 1929/30 | Pro Vercelli | Serie A        | 4      | 0    | -             | 0             | 0             | -                    | 0                    | 0                    | 4      | 0      |
| 1930/31 | Pro Vercelli | Serie A        | 32     | 13   | -             | 0             | 0             | -                    | 0                    | 0                    | 32     | 13     |
| 1931/32 | Pro Vercelli | Serie A        | 31     | 12   | -             | 0             | 0             | -                    | 0                    | 0                    | 31     | 12     |
| 1932/33 | Pro Vercelli | Serie A        | 32     | 11   | -             | 0             | 0             | -                    | 0                    | 0                    | 32     | 11     |
| 1933/34 | Pro Vercelli | Serie A        | 28     | 15   | -             | 0             | 0             | -                    | 0                    | 0                    | 28     | 15     |
| 1934/35 | Lazio        | Serie A        | 29     | 21   | -             | 0             | 0             | -                    | 0                    | 0                    | 29     | 21     |
| 1935/36 | Lazio        | Serie A        | 27     | 19   | IP            | 2             | 2             | -                    | 0                    | 0                    | 29     | 21     |
| 1936/37 | Lazio        | Serie A        | 28     | 21   | IP            | 1             | 0             | Stř.P                | 6                    | 10                   | 35     | 31     |
| 1937/38 | Lazio        | Serie A        | 28     | 15   | IP            | 0             | 0             | -                    | 0                    | 0                    | 28     | 15     |
| 1938/39 | Lazio        | Serie A        | 21     | 9    | IP            | 1             | 0             | -                    | 0                    | 0                    | 22     | 9      |
| 1939/40 | Lazio        | Serie A        | 23     | 9    | IP            | 2             | 1             | -                    | 0                    | 0                    | 25     | 10     |
| 1940/41 | Lazio        | Serie A        | 25     | 10   | IP            | 0             | 0             | -                    | 0                    | 0                    | 25     | 10     |
| 1941/42 | Lazio        | Serie A        | 24     | 18   | IP            | 2             | 3             | -                    | 0                    | 0                    | 26     | 11     |
| 1942/43 | Lazio        | Serie A        | 22     | 21   | IP            | 2             | 0             | -                    | 0                    | 0                    | 24     | 21     |
| 1944    | Turín        | Národní divize | 23     | 27   | -             | 0             | 0             | -                    | 0                    | 0                    | 23     | 27     |
| 1945/46 | Juventus     | Národní divize | 29     | 16   | -             | 0             | 0             | -                    | 0                    | 0                    | 29     | 16     |
| 1946/47 | Juventus     | Serie A        | 28     | 10   | -             | 0             | 0             | -                    | 0                    | 0                    | 28     | 10     |
| 1947/48 | Novara       | Serie B        | 30     | 16   | -             | 0             | 0             | -                    | 0                    | 0                    | 30     | 16     |
| 1948/49 | Novara       | Serie A        | 36     | 15   | -             | 0             | 0             | -                    | 0                    | 0                    | 36     | 15     |
| 1949/50 | Novara       | Serie A        | 17     | 4    | -             | 0             | 0             | -                    | 0                    | 0                    | 17     | 4      |
| 1950/51 | Novara       | Serie A        | 37     | 19   | -             | 0             | 0             | -                    | 0                    | 0                    | 37     | 19     |
| 1951/52 | Novara       | Serie A        | 31     | 18   | -             | 0             | 0             | -                    | 0                    | 0                    | 31     | 18     |
| 1952/53 | Novara       | Serie A        | 25     | 9    | -             | 0             | 0             | -                    | 0                    | 0                    | 25     | 9      |
| 1953/54 | Novara       | Serie A        | 9      | 5    | -             | 0             | 0             | -                    | 0                    | 0                    | 9      | 5      |
| Celkem  | Celkem       | Celkem         | 619    | 333  | -             | 10            | 6             | -                    | 6                    | 10                   | 635    | 349    |

## Hráčské úspěchy

### Klubové
- 1× vítěz 2. italské ligy (1947/48)

### Reprezentační
- 1x na MS (1938 - zlato)
- 3x na MP (1933-1935 - zlato, 1936-1938, 1948-1953)

### Individuální
- 2x nejlepší střelec ligy (1936/37, 1942/43)
- v roce 2011 uveden do síně slávy italského fotbalu.
- v roce 2015 byla na chodníku slávy italského sportu v olympijském parku Foro Italico v Římě, vyhrazená bývalým italským sportovcům, kteří se vyznamenali v mezinárodním sportu.[3]

### Vyznamenání
Řád zásluh o Italskou republiku

 Řád zásluh o Italskou republiku

## Trenérská statistika

### Klubová
| Sezóna  | Klub     | Liga    | Liga   | Liga  | Liga   | Liga   | Liga      | Ligové poháry | Ligové poháry | Ligové poháry | Ligové poháry | Ligové poháry | Ligové poháry | Kontinentální poháry | Kontinentální poháry | Kontinentální poháry | Kontinentální poháry | Kontinentální poháry | Kontinentální poháry | Celkem | Celkem | Celkem | Celkem |
| Sezóna  | Klub     | Soutěž  | Zápasy | Výhry | Remízy | Prohry | Umístění  | Soutěž        | Zápasy        | Výhry         | Remízy        | Prohry        | Úspěch        | Soutěž               | Zápasy               | Výhry                | Remízy               | Prohry               | Úspěch               | Zápasy | Výhry  | Remízy | Prohry |
| ------- | -------- | ------- | ------ | ----- | ------ | ------ | --------- | ------------- | ------------- | ------------- | ------------- | ------------- | ------------- | -------------------- | -------------------- | -------------------- | -------------------- | -------------------- | -------------------- | ------ | ------ | ------ | ------ |
| 1954/55 | Cagliari | Serie B | 24     | 8     | 9      | 7      | 9. místo  | -             | 0             | 0             | 0             | 0             | -             | -                    | 0                    | 0                    | 0                    | 0                    | -                    | 24     | 8      | 9      | 7      |
| 1955/56 | Cagliari | Serie B | 34     | 15    | 10     | 9      | 6. místo  | -             | 0             | 0             | 0             | 0             | -             | -                    | 0                    | 0                    | 0                    | 0                    | -                    | 34     | 15     | 10     | 9      |
| 1956/57 | Cagliari | Serie B | 19     | 5     | 5      | 9      | 10. místo | -             | 0             | 0             | 0             | 0             | -             | -                    | 0                    | 0                    | 0                    | 0                    | -                    | 19     | 5      | 5      | 9      |
| 1957/58 | Cagliari | Serie B | 8      | 1     | 3      | 4      | propuštěn | -             | 0             | 0             | 0             | 0             | -             | -                    | 0                    | 0                    | 0                    | 0                    | -                    | 8      | 1      | 3      | 4      |
| Celkově | Celkově  | Celkově | 85     | 29    | 27     | 29     | -         | -             | 0             | 0             | 0             | 0             | -             | -                    | 0                    | 0                    | 0                    | 0                    | -                    | 85     | 29     | 27     | 29     |